# Sirikit
Sirikit (* 12. srpna 1932, Bangkok jako Mom Rajawongse Sirikit Kitiyakara,  poslech) je thajská královna matka, manželka krále Bhumibola Adulyadeje (Rámy IX.) a matka současného krále Vatčirálongkóna (Rámy X.).
Sirikit je nejstarší dcerou prince Nakkhatra Mangala (1897–1953), vnuka krále Rámy V. a jeho ženy Bua Kitiyakara (1909–1999), pravnučky krále Rámy II. Její otec byl po druhé světové válce velvyslancem v Evropě. Nejprve ve Velké Británii, poté v Dánsku a ve Francii. Společně s ním se do Evropy přestěhovala i jeho rodina včetně Sirikit. Tam se také seznámila se svým budoucím manželem, který ve Francii studoval. Během pobytu ve Francii Sirikit studovala na pařížské hudební akademii.
Mezi 22. říjnem a 5. listopadem 1956 zastávala pozici regentky, z důvodu králova pobytu v buddhistickém klášteře Wat Bowonniwet v rámci tradice bhikkhu, kdy se budhističtí muži stanou mnichy po úmrtí starších příbuzných.

## Rodina
Sirikit se za krále provdala 28. dubna 1950, krátce před jeho korunovací. Pár měl společně čtyři děti:
- Princezna Ubolratana Rajakanya (* 5. dubna 1951)
- Korunní princ Mahá Vatčirálongkón (* 28. července 1952)
- Princezna Maha Chakri Sirindhorn (* 2. dubna 1955)
- Princezna Chulabhorn Walailak (* 4. července 1957)